# Przymus (prawo)
Pojęcie przymusu w prawie ma kilka znaczeń: 
1. środki prawne stosowane w celu zapewnienia przestrzegania prawa, przymuszające do zastosowania się do przepisu prawa lub do wyroku sądowego. Zgodne z prawem użycie siły lub władzy w celu zapewnienia przestrzegania prawa zwykle nie jest uważane za przemoc,
2. w prawie cywilnym przymus rozumiany jest jako wywarcie nielegalnego nacisku na osobę fizyczną i jako taki może być okolicznością powodującą nieważność czynności prawnej.